# Villachiara
Villachiara es una localidad y comune italiana de la provincia de Brescia, región de Lombardía, con 1.283 habitantes.

## Evolución demográfica
| Gráfica de evolución demográfica de Villachiara entre 1861 y 2001 |
|                                                                   |
| Fuente ISTAT - elaboración gráfica de Wikipedia                   |